# Język zulu
Język zulu, język zuluski (zulu isiZulu) – język z grupy bantu, używany przede wszystkim przez Zulusów, spośród których 95% mieszka w Republice Południowej Afryki. Jeden z jedenastu języków urzędowych w RPA. Język zulu jest najczęściej używanym językiem w RPA (24% obywateli), a z uwagi na podobieństwo do innych języków z grupy bantu, objętych statusem urzędowych w RPA, jest zrozumiały dla około połowy obywateli RPA. Mimo to status języka urzędowego zyskał dopiero w 1994 r. po zniesieniu apartheidu.

## Fonetyka
Podobnie jak wiele innych języków bantu, zulu jest językiem tonalnym. Różnica tonu może pociągać za sobą różnicę znaczenia wyrazu, jednakże tony nie są zaznaczane na piśmie. Język zuluski (oraz język xhosa) wyróżnia spośród innych języków bantu wykorzystanie w charakterze spółgłosek tzw. mlasków (cecha ta została zapożyczona z języków khoisan). Mlaski zapisywane są w postaci liter spółgłoskowych lub kombinacji liter np. c, gc, ngc, gq, xh itd.

## Składnia
Szyk wyrazów w zdaniu jest typu SVO.